# Santiago Naveda
Santiago Naveda Lara (Ciudad de México, 16 de abril de 2001) es un futbolista mexicano que juega como centrocampista en el Club América de la Liga MX de México.

## Trayectoria

### Club América
Hizo su debut profesional con el Club América el 16 de diciembre de 2020 en la Liga de Campeones de la Concacaf contra el Atlanta United Football Club. Entró desde el banquillo al 74' por Roger Martínez.

### Cesión al Miedź Legnica
Tras superar una lesión, y no contar con opciones dentro del primer equipo, el 9 de agosto de 2022, se anuncia su salida oficial del equipo azulcrema. Ese mismo día el Miedź Legnica anunció su arribo al fútbol polaco.

## Estadísticas
Actualizado al último partido jugado el 23 de octubre de 2024.
| C. América · México       | 1.ª           | 2020-21       | 19 | 1 | ― | ― | ― | ― | 19 | 1 |  |  |  |  |  |
| C. América · México       | 1.ª           | 2021-22       | 9  | 0 | ― | ― | ― | ― | 9  | 0 |  |  |  |  |  |
| C. América · México       | 1.ª           | 2022-23       | 7  | 0 | ― | ― | ― | ― | 7  | 0 |  |  |  |  |  |
| C. América · México       | 1.ª           | 2023-24       | 16 | 0 | ― | ― | 5 | 0 | 21 | 0 |  |  |  |  |  |
| C. América · México       | Total club    | Total club    | 51 | 1 | 0 | 0 | 5 | 0 | 55 | 1 |  |  |  |  |  |
| Miedź Legnica · Polonia   | 1.ª           | 2022-23       | 17 | 1 | 1 | 0 | ― | ― | 18 | 1 |  |  |  |  |  |
| Miedź Legnica · Polonia   | Total club    | Total club    | 17 | 1 | 1 | 0 | 0 | 0 | 18 | 1 |  |  |  |  |  |
| C. Santos Laguna · México | 1.ª           | 2024-25       | 11 | 0 | ― | ― | 3 | 0 | 14 | 0 |  |  |  |  |  |
| C. Santos Laguna · México | Total club    | Total club    | 11 | 0 | 0 | 0 | 3 | 0 | 14 | 0 |  |  |  |  |  |
| Total carrera             | Total carrera | Total carrera | 79 | 1 | 1 | 0 | 8 | 0 | 88 | 1 |  |  |  |  |  |
|                           |               |               |    |   |   |   |   |   |    |   |  |  |  |  |  |

## Palmarés

### Títulos nacionales
| Título                  | Club         | País   | Año     |
| ----------------------- | ------------ | ------ | ------- |
| Primera División        | Club América | México | 2023    |
| Primera División        | Club América | México | 2024    |
| Campeón de Campeones    | Club América | México | 2023-24 |
| Supercopa de la Liga MX | Club América | México | 2024    |